# Kemenate Reichsstraße 36

Südseite der Kemenate, 2021. Gut sichtbar: Die Vorhangbögen der Fenster im Obergeschoss.

Die Kemenate Reichsstraße 36, auch Spiegelsches Haus genannt, im historischen Weichbild Neustadt der Stadt Braunschweig ist eine von nur noch neun erhaltenen Kemenaten der Stadt, die die Zerstörungen des Zweiten Weltkrieges und der Zeit des Wiederaufbaus überstanden haben. Ursprünglich existierten in den fünf Weichbildern Braunschweigs ca. 150 Kemenaten, die alle zwischen dem 12. und 14. Jahrhundert entstanden. Bereits 1926 konnten Paul Jonas Meier und Karl Steinacker nur noch 84 existierende nachweisen; die meisten wurden während des Zweiten Weltkrieges zerstört. Die überwiegende Zahl der 137 bei Kriegsende noch erhalten gebliebenen bzw. die Ruinen der anderen wurden in den folgenden Jahrzehnten bei Trümmerräumungen und für den Wiederaufbau zerstört, sodass heute nur noch neun erhalten sind.
Die Ursprünge der Kemenate Reichsstraße 36 gehen bis in das 13. Jahrhundert zurück.

## Geschichte

### Exkurs: Braunschweiger Kemenaten
Die „Braunschweiger Kemenate“ kann als eigenständiger Gebäudetyp beschrieben werden. Ihre Anzahl von ca. 150 in der Stadt ist Beleg für den überdurchschnittlich hohen spätmittelalterlichen Baubestand. Die kleinen Kemenaten waren massiv aus Stein gebaut und befanden sich meist neben größeren Wohnhäusern, die in Ständerbauweise, später auch Fachwerk, also aus Holz, Lehm und Stroh errichtet waren. Um die Feuergefahr zu verringern, errichteten sich wohlhabende Bürger und Adelige auf ihren Grundstücken diese zusätzlichen kleinen Steinhäuser, die in der Regel die Rauchküche, einen Keller für Eis und Vorräte sowie meist im Obergeschoss eine beheizbare Bohlenstube enthielten. Diese diente der Familie in der kalten Jahreszeit als Rückzugsort. Aufgrund ihrer Stabilität dienten diese Bauwerke auch zur Lagerung wertvoller Güter, die man vor Stadtbränden oder Plünderungen im Krieg in Sicherheit bringen wollte.
Kemenaten sind in Braunschweig urkundlich seit 1300 nachweisbar, wahrscheinlich sind sie jedoch älter. Sie gehören damit zur hochmittelalterlichen Wohnbebauung in Norddeutschland. Vorgängerbauten mit nur einem Geschoss sind archäologisch in der Stadt für die Zeit um 1100 nachgewiesen. Die Kemenaten waren in der Regel unterkellert und hatten zwei Geschosse mit nur je einem Raum und einen fast quadratischen oder längsrechteckigen Grundriss. Die Traufhöhe lag zwischen 6 und 7 m, die Kantenlänge zwischen 6 und 10 m und die umbaute Grundfläche zwischen 45 und 90 m². Die maximale Mauerstärke lag bei 1,5 m am Fundamentsockel, der zwischen 2,80 und 3 m Tiefe lag. Der Zugang lag innen im Erdgeschoss des Fachwerk-Vorderhauses, gelegentlich gab es aber eine Außentreppe. Das Erdgeschoss befand sich häufig ca. 70 cm über Geländeniveau.
Die verwendeten Baustoffe waren rotbrauner Braunschweiger Rogenstein vom Nußberg und gelblicher Elmkalkstein aus der unmittelbaren Umgebung der Stadt. Nach Fricke bedeutet die Verwendung von Rogenstein, dass das Gebäude nur im Zeitraum 13./14. Jahrhundert entstanden sein konnte. Die Wände waren verputzt. Die Fenster waren meist schmal und durch eine oder zwei schmale Säulen geteilt. Wie bei den Portalen war ihr plastischer Schmuck eher schlicht.
Die Kemenaten standen niemals frei als Einzelbauwerk, sondern waren immer Bestandteil einer kombinierten Hausanlage, die aus einem Vorderhaus, traufständig zur Straße hin und in der Regel aus Fachwerk gebaut, bestand und der eigentlichen Kemenate, aus Stein gemauert, nach hinten daran anschließend. Kemenaten waren also von der Straße aus nicht sichtbar. Sie befanden sich im rückwärtigen Bereich des Innenhofes an einer dessen Längsseiten und waren im Laufe der Zeit mit angrenzenden Gebäuden verbaut oder in später errichtete integriert worden, sodass sie oft ihren eigenständigen Gebäudecharakter verloren hatten.
1914 beschrieb E. Brauer sie zum ersten Mal in seiner (unveröffentlichten) Dissertation Die Kemnaten [sic!] Braunschweigs. 1926 folgte die Auflistung von 84 Grundstücken von Paul Jonas Meier und Karl Steinacker in Die Bau- und Kunstdenkmäler der Stadt Braunschweig. 1936 gefolgt von einer neuen Arbeit Steinackers, der insgesamt 124 Bauwerke dieses Typs vermutete, von denen damals noch 77 „erkennbar“ waren. Die meisten davon befanden sich im Weichbild Altstadt. Steinacker listete dort 48 auf, 22 im Hagen, 14 in der Neustadt, 2 in der Altewiek und 1 im Sack.
Hans-Adolf Schultz konnte im Herbst 1954 nur noch 32 Kemenaten wiederfinden, die noch als solche „erkennbar“ waren.

### Gebäudebeschreibung

Grund- und Aufrisse

Zustand um 1915

Das zweigeschossige massive Gebäude in der Reichsstraße 36 hatte später die Assekuranznummer 1305. Es ist aus Rogenstein gefertigt und hat eine Mauerstärke von einem Meter. Es hatte ein tiefes Vorderhaus aus gotischem Fachwerk. Die zwei großen Bogenfenster im Erdgeschoss wurden erst 1878 eingebaut. Eine Außentreppe wurde im selben Jahr entfernt. Die beiden Fenster im Obergeschoss hingegen haben Vorhangbögen und stammen damit aus der Zeit um 1520.
Für Braunschweiger Kemenaten ungewöhnlich, hat die in der Reichsstraße 36 keinen Keller. Ein weiterer bemerkenswerter Umstand ist das Fehlen einer – wie sonst in den dortigen Kemenaten üblich – Balkendecke zur Trennung der Geschosse. Stattdessen hat die Kemenate im Erdgeschoss zwei spitzbogige Kreuzgratgewölbe ohne Gurtbögen. Diese Bauausführung ist sehr selten und die Kemenate Reichsstraße 36 ist die einzige, in der sie erhalten ist. Durch das Kreuzgratgewölbe erinnert der Innenraum an eine Kapelle, weshalb die Benennung „Kapelle“ für diese Kemenate auch seit dem 18. Jahrhundert belegt ist. Es gibt allerdings keine Belege dafür, dass der Raum tatsächlich jemals für religiöse Zwecke genutzt wurde.
Das traufständige Fachwerk-Vorderhaus stammte aus dem 15. Jahrhundert und wurde im 18. Jahrhundert teilweise umgebaut. Es hatte zwei Geschosse und eine große Toreinfahrt zum Innenhof sowie zu beiden Seiten Fenster, die so groß waren wie die Toreinfahrt. Bis 1940 wurden Kemenate und Fachwerk-Vorderhaus vom Braunschweiger Gaststättenverband, dem Verein Braunschweiger Gastwirte und dem Betreiber der Gastwirtschaft „Prinzenhof“ genutzt. Im Fachwerkhaus war das „Haus der Gastwirte“ untergebracht. Nach hinten hinaus zur Kemenate befand sich ein mit zahlreichen Bäumen bestandener Biergarten. Ab 1942 bis zur Zerstörung durch den britischen Bombenangriff vom 15. Oktober 1944 befand sich das Ensemble im Besitz der Firma H. L. Weihe.
Das Vorderhaus wurde wie der größte Teil der näheren und weiteren Umgebung der Kemenate durch alliierte Bombenangriffe, insbesondere den am 15. Oktober 1944, zerstört. An seiner Stelle wurde in den 1950er Jahren ein Neubau des Bettengeschäftes H. L. Weihe errichtet, das unmittelbar westlich an die Kemenate angrenzt.